# Owambarctia unipuncta
Owambarctia unipuncta là một loài bướm đêm thuộc phân họ Arctiinae, họ Erebidae.